# Былинский, Константин Иакинфович
Константи́н Иаки́нфович Были́нский (29 июля [10 августа] 1894, село Оздамичи, Мозырский уезд, Минская губерния — 16 сентября 1960, Москва) — советский лингвист, доктор филологических наук, профессор, заведующий кафедрой стилистики русского языка факультета журналистики МГУ (1952—1960). Вместе с Дитмаром Эльяшевичем Розенталем считается родоначальником направления практической стилистики.

## Биография, учёба, семья
Константин Иакинфович Былинский родился 10 августа 1894 года в селе Оздамичи Мозырского уезда Минской губернии в семье священника местной Свято-Троицкой церкви Былинского Иакинфа Петровича (1870 — вероятно, 1943) и Перепечиной Александры Андреевны (1873 — начало XX века).
С отличием окончил Мозырскую гимназию (период учёбы: 1903—1912), где его отец был законоучителем.
В 1912—1913 обучался на первом курсе Историко-филологического факультета Императорского Варшавского университета. Во время перерыва в учёбе (летом 1913 года) перевёлся на второй курс Историко-филологического факультета Императорского Московского университета, который блестяще окончил в 1916 году.
Жена — (Синебрюхова) Былинская Евгения Александровна (1894—1991). Единственный ребёнок в семье — Былинский Константин Константинович 1923 года рождения погиб на войне в возрасте 19 лет, не успев обзавестись семьёй.
Константин Иакинфович Былинский умер 16 сентября 1960 года после тяжёлой болезни, в Москве. Похоронен на Ваганьковском кладбище (16 уч.).

## Научная и педагогическая деятельность
Научная и педагогическая деятельность К. И. Былинского началась в 1916 году, когда он после окончания историко-филологического факультета Московского университета стал преподавателем русского языка и литературы в Московском археологическом институте.
После Октябрьской революции К. И. Былинский много лет преподаёт в Вечернем рабочем университете, на Пречистенских рабочих курсах, на рабфаке при 2-м МГУ.
С 1931 года К. И. Былинский на руководящей работе в вузах. Он заведовал кафедрами русского языка и литературы во Всесоюзной плановой академии, на Центральных газетных курсах при ЦК ВКП(б).
В 1941 году в Московском полиграфическом институте был создан факультет редакционно-издательского дела, где началась подготовка редакторов для книжных издательств по специальности «Журналистика». Одним из организаторов редакторского факультета был К. И. Былинский, который стал первым деканом факультета и заведующим единственной его кафедрой — кафедрой редактирования.
Во время Великой Отечественной войны К. И. Былинский редактировал сводки Совинформбюро, составившие впоследствии 9 томов.
Профессор К. И. Былинский почти десять лет руководил научной и учебной работой Московского полиграфического института. В 1952 году редакционно-издательский факультет Московского полиграфического института объединили с отделением журналистики филологического факультета МГУ, в результате появился факультет журналистики МГУ. С 1952 года Былинский — заведующий кафедрой стилистики русского языка факультета журналистики МГУ.
Былинский Константин Иакинфович оказал значительное влияние на развитие теории и практики редактирования как научной и учебной дисциплины. Стоял у истоков современного редактирования, о чём свидетельствуют книги, созданные им как самостоятельно, так и в соавторстве с Д. Э. Розенталем, и целая научная школа. Впервые университетский курс лекций по литературному редактированию был прочитан на факультете журналистики МГУ профессором К. И. Былинским в 1952 году.
Былинский делил редакционную правку на несколько видов по степени и характеру изменений в тексте:
- вычитка (исправление технических погрешностей при подготовке переизданий без переработки, а также официальных и документальных материалов);
- сокращение (исправления с целью получить определённое количество знаков текста);
- обработка (исправления идейно-смысловые, фактические, композиционные, логические, стилистические, но без коренных преобразований текста);
- переделка (коренные изменения авторского текста, который служит лишь основой для окончательного текста публикации)[7].